# Rátkai János
Rátkai János (Kunszentmiklós, 1951. május 30. –) olimpiai ezüstérmes, kétszeres világbajnok kajakozó.

## Pályafutása
Rátkai János 1951. május 30-án született Kunszentmiklóson. Még gyerekként Budapestre költözött szüleivel, Csepelen kezdett el kajakozni. Az 1972-es müncheni olimpián Deme Józseffel ezüstérmet szereztek K2 1000 méteren, egy évvel később pedig a tamperei világbajnokságon aranyat ugyanebben a versenyszámban. Pályafutása végeztével a Testnevelési Főiskolán szerzett kajak szakedzői képesítést. Jelenleg feleségével, Ágnessel a Rómaifürdő SE vezetői. 